# Eupalamus oscillator
Eupalamus oscillator är en stekelart som beskrevs av Wesmael 1845. Eupalamus oscillator ingår i släktet Eupalamus och familjen brokparasitsteklar. Arten är reproducerande i Sverige. Inga underarter finns listade i Catalogue of Life.